# Luapula

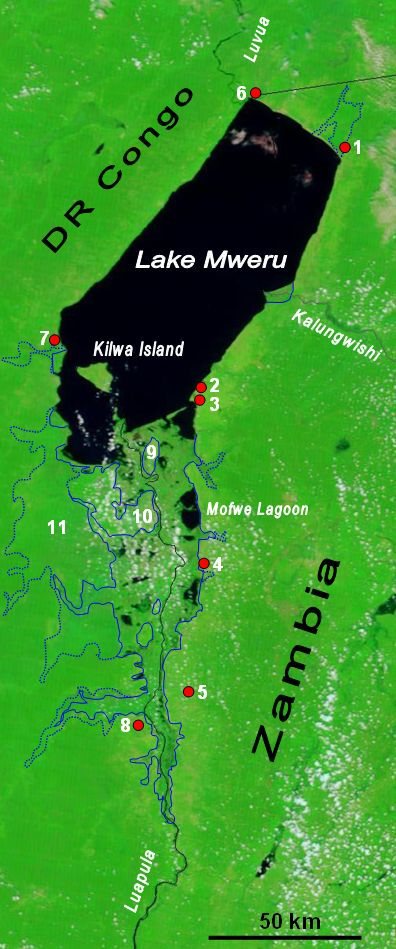
A Mweru-tó és fő beömlő folyói, az alsó Luapula-folyó és mocsarai és a Kalungwishi. Északon az elvezető folyó, a Luvua látható. A víz feketének látszik a NASA műholdas felvételén. A mocsarak kiterjedését folytonos kék vonal, az árterületet szaggatott vonal jelzi. A zambiai városok: 1 Chiengi, 2 Kashikishi, 3 Nchelenge, 4 Mwansabombwe, 5 Mwense; Kongóban: 6 Pweto, 7 Kilwa, 8 Kasenga. Egyéb képződmények: 9: Chisenga sziget, 10 a Kongói Demokratikus Köztársaság legnagyobb mocsári szigete, 11 fő árterület. (Kép: Jacques Descloitres, MODIS Rapid Response Team, NASA/GSFC.)

A Luapula-folyó Afrika második leghosszabb folyójának, a Kongónak egy szakasza. A folyó csaknem teljes hosszában Zambia és a Kongói Demokratikus Köztársaság határfolyója. A Bangweulu-tavon (Bangweulu-mocsáron) keresztül, mely teljes egészében Zambiában fekszik, a két ország közös tavába a Mweru-tóba ömlik, róla kapta nevét Zambia Luapula tartománya.

## Forrásvidéke és a felső-Luapula
A Luapula-folyó vezeti le a Bangweulu-tó és mocsarainak vizét, melyeket a Chambeshi-folyó, a Kongó forrása táplál. Nincs a két folyót és a tavat összekötő egyértelmű folyószakasz, csupán egy sor folyamatosan változó csatorna, lagúna és mocsár összessége, mint ahogy azt David Livingstone felfedező találta. Livingstone a terület kutatása közben halt meg, egyik utolsó ténykedése volt, hogy Chitambo főnöknél érdeklődött a Luapula forrásáról.
A Bangweulu-mocsár és árterület alatt a Luapula először délnyugatnak, majd nyugatnak, később északnak fordul, néhány zúgón és ismert vízesésen keresztül (Mambilima-vízesés). Sokkal kevésbé ismert hely a 40 km-re délre eső Tangwa, ahol a folyó sziklákban vájt utat magának, hatalmas barlangokat, íveket és üregeket létrehozva; itt alakította ki azt a két hatalmas ingatag sziklát, melyet „Isten gabonáskosarának” hívnak.

## A Luapula-völgy
A Chembénél üzemelő komptól a Mweru-tóig futó, 300 km hosszúságú Luapula-völgyben nagyobb a falusi lakosság száma mint a fennsíkon, melybe a folyó egyes helyeken 500 m mélyen vág bele. A folyó erről a völgyről és a Mweru-tavi torkolatnál elhelyezkedő hosszú folyódeltájáról nevezetes, a deltavidéket Luapula-mocsárnak is nevezik. A völgy sűrűn lakott része a Mambilima-vízesésénél kezdődik, folyásának további részén „Mwapoleni-út” a beceneve, mely a chibemba üdvözlésre utal.
Gyakorlati szempontból a Luapula alsó folyása és a Mweru-tó egy egységként kezelhető. Egy hasadékvölgyben helyezkednek el, melyet egykor a Nagy-hasadékvölgytől különállónak tekintettek, ma viszont annak egy mellékágaként írják le. A Mweru-tó nem a Nagy-hasadékvölgyben fekvő Tanganyika-tóba ömlik, hanem a Luvua-folyón keresztül, mélyre vágott cikkcakkos völgyben a Lualaba-folyóba, mely a felső-Kongó másik neve. A Luapula-folyó a Kongó leghosszabb oldalágának része, emiatt, megállapodás szerint forrása egy részének tekintik, bár a Lualaba vízszállítása nagyobb.
A hasadékvölgy szélén, a Luapula-mocsártól 60 km-re nyugatra található a „Luizi” alakzat, egy 12,6 km széles, koncentrikus gyűrűkből álló bemélyedés. Az elméletek szerint 620 millió évvel ezelőtt egy meteor becsapódása okozta.

## A Luapula mocsár
A mocsár a folyó utolsó 100 km-e mentén nyúlik el, mielőtt az a Mweru-tóba ömlik, szélessége nagyjából 30 km, területe körülbelül 2500 km². A delta kongói oldalán négy lakott sziget található, ezek közül a legnagyobb a száraz évszakban összeköttetésben áll a parttal. Zambiának három lakott szigete van a deltában, egyikük a Chisenga-sziget. Számos lagúna köti össze a folyót és a tavat, közülük a legnagyobb a Mofwe-lagúna a zambiai oldalon. 
A Bangweulu-láphoz hasonlóan, ezt a mocsarat is úszó papirusznád-szigetek jellemzik, melyek gyakran elzárják a csatornákat és megváltoztatják a lagúnák alakját. A folyó fő ága azonban nem záródik el, állandóan 400 m szélességű. A folyóban nem alakultak ki a folyami deltákra jellemző elágazó csatornák. 
A mocsár szélén a legtöbb helyen nagyon magas nád nő, emiatt a lagúnák a partról nehezen áttekinthetőek, illetve nehéz a tájékozódás a csatornák útvesztőjében, melyeken fatörzsekből kivájt csónakokkal közlekednek. A tájékozódáshoz tapasztalt vezetőre van szükség; a mocsár a csempészek számára ideális területet jelent.
A krokodilok és a vízilovak általánosak a mocsárban, ezek az állatok veszélyt jelentenek a halászokra és az utazókra. A shila emberek valaha csónakokból szigonnyal vadásztak a vízilovakra.
A delta nyugati, kongói oldalán széles, füves árterület nyúlik el, melynek területe nagyjából 1600 km². Az esős évszak végén a Luapula-mocsár teljes területe meghaladja a 4000 km²-t. Az árterületen egykoron zambézi mocsáriantilopok és a félénk szitutunga (szitatunga) antilopok éltek, a vadászat és a vadgazdálkodás hiánya miatt azonban valószínűleg eltűntek a területről.

## Települések
A Luapula-folyó felső és középső szakaszai gyéren lakottak. 
A völgy alsó szakaszának gazdag természeti erőforrásai, a folyó halai, a mocsárszéli termékeny területek idevonzották a Lunda törzseket, akik 1750 körül telepedtek le a folyónál. Jelenleg Mwansabombwe a legfontosabb városuk a deltában. A zanzibári arab kereskedőket és rabszolga-kereskedőket, valamint a mozambikból érkező portugál kereskedőket a 18. és 19. században vonzotta ide a terület. David Livingstone volt az első brit, aki 1867-ben látogatott ide. Ő maga nem a folyót kutatta, hanem a Nílus forrását kereste, kutatásai közben Mwata Kazembe volt az, aki elmondta neki, hogy a Luapula köti össze a Chambeshi-folyó/Bangweulu-tó valamint a Mweru-tó/Luvua-folyó/Lualaba-folyó rendszereit. Livingstone tévesen hitte, hogy a Lualaba a Nílusba ömlik.
A gyarmati időszakban az első nagyobb város Kasenga folyami kikötő volt, mely azáltal virágzott fel az 1930-as években, hogy halat szállított Elizabethville-be és a katangai rézbányákhoz a völgy első, gépkocsival is járható útján. A halat a Mweru-tóban fogták, majd csónakkal Kasengába szállították, ahonnan jégen hűtve szállították tovább.

## Vízi szállítás
A közlekedésre alkalmas utak kiépülése előtt az emberek csónakokkal közlekedtek a Bangweulu és a Mweru-tó között.
Jelentősebb folyami hajózás csupán a folyó Kasenga és Kilwa közé eső alsó szakaszán található, az is főként a Kongói Demokratikus Köztársaság üzemeltetésében, ahol az utak gyakorta járhatatlanok. Az 1940-es évek végéig, a Luapula felső szakasza, Kapalala városa és a Bangweulu-tó valamint Chambeshi-folyó között volt az egyik legfontosabb közlekedési útvonal az akkori Észak-Rodéziában. 

## Folyami átkelők
Az első teherkompok Kasengánál, Kapalalánál és Shiniamánál közlekedtek. Ezek közül már csak a kapalalai maradt meg, bár személyszállítás még mindig van Kasenga és a zambiai Kashiba között. 1950 körül a legfontosabb teherátkelő a Chembe komp volt a kongói nyúlványon átvezető úton. A folyó itt 400 m széles, de az esős ékszakban akár 1 km szélesre is megduzzadhat. 1983-ban építették az első, 2,5 km-es Luapula-hidat a folyón, a Samfya-Serenje úton. A hídhoz vezető csaknem 20 km-nyi magasított út árterületen, további 40 km az árterület gátjain vezet. A folyó második hídját, a 320 m-es Chembe-hidat 2008-ban adják át a forgalomnak.

## Lásd még
- Mweru-tó
- Bangweulu-tó
- Chambeshi-folyó
- Kongói nyúlvány
- Luvua-folyó
- Kongó
- Katanga tartomány
- Luapula tartomány
- Kazembe